# Sarcolobus pierrei
Sarcolobus pierrei är en oleanderväxtart som beskrevs av Julien Noël Costantin. Sarcolobus pierrei ingår i släktet Sarcolobus och familjen oleanderväxter. Inga underarter finns listade i Catalogue of Life.